# Salome Wanjala
Salome Wanjala (ur. 20 kwietnia 1985) – kenijska siatkarka, grająca jako rozgrywająca. Obecnie występuje w drużynie Kenya Prisons.